# Gemini Five
Gemini Five ist eine schwedische Hardrock- und Sleazerock-Band aus Stockholm.

## Geschichte
Tin Star und Slim Pete waren bis 2001 in der Band Plaster gewesen und schlossen sich dann mit Hot Rod, der zuvor in den USA gewesen war und Snoopy aus Stockholm zusammen. Nach ersten Auftritten in der schwedischen Hauptstadt hatten sie bereits nach einem halben Jahr eine Plattenvertrag. Die musikalischen Wurzeln der Band liegen in den 70er und 80er Jahren bei Bands wie The Sweet und Kiss. Als erste Single veröffentlichten sie 2003 eine Hardrock-Version des Hits You Spin Me Round von Dead or Alive, mit der sie einen Singlehit in den schwedischen Charts hatten. Das Debütalbum Babylon Rockets und auch der Nachfolger Black Anthem zwei Jahre später konnten vom Erfolg aber nicht daran anknüpfen.
2007 begannen sie mit den Arbeiten für ihr drittes Album Sex Drugs Anarchy. Diesmal wirkten unter anderen Kory Clarke von Trouble und Sweet und London von Crashdïet als Songschreiber mit. Das Album erhielt gute Kritiken und brachte Gemini Five erstmals auch den Durchbruch in den Albumcharts. Bei den Swedish Metal Awards gewann das Album in der Kategorie Glam/Sleaze. Es wurde auch in anderen europäischen Ländern und in Japan veröffentlicht.
Wegen musikalischer Richtungsstreitigkeiten endete bereits vor Erscheinen des Albums die Zusammenarbeit mit Gründungsmitglied Snoopy. Danach nahmen verschiedene Musiker den Platz des Gitarristen ein, bevor sie 2009 mit Tom Wouda wieder eine feste Besetzung einnahmen.

## Diskografie

### Alben
- 2003: Babylon Rockets
- 2005: Black Anthem
- 2008: Sex Drugs Anarchy

### Singles
- 2003: You Spin Me Round (Like a Record)
- 2004: Babylon Rockets
- 2006: Black Anthem
- 2009: Stay with Me